# Spongia turrita
Spongia turrita är en svampdjursart som beskrevs av Hyatt 1877. Spongia turrita ingår i släktet Spongia och familjen Spongiidae. Inga underarter finns listade i Catalogue of Life.